# Amédée Achard
Amédée Achard, eigentlich Louis Amédée Eugène Achard (* 19. April 1814 in Marseille; † 24. März 1875 in Paris) war ein französischer Journalist und Schriftsteller.

## Leben
Achard war der Sohn des Kaufmanns Marie Antoine Achard und dessen Ehefrau Étinette Pauline Crottet. Er kam mit seiner Familie nach Algerien, verbrachte seine Schulzeit aber am Lycée Thiers in Thiers (Marseille). Nach seiner Ausbildung bei seinem Vater verdiente er seinen Lebensunterhalt als Kaufmann. Später wurde er  in Algerien Teilhaber eines landwirtschaftlichen Unternehmens. Achard kehrt nach Frankreich zurück und arbeitete erst in Toulouse bei der Stadtverwaltung und ging später als Journalist nach Marseille.
1838 ging er nach Paris und begann u. a. für das Feuilleton der Zeitungen und Zeitschriften Charivari, L’entracte, L’Époque und Vert-Vert zu schreiben. Zur gleichen Zeit konnte er dort seine Lettres parisiennes für die Zeitung L'Epoque veröffentlichen, die er unter dem Pseudonym Grimm (eine Hommage an den Schriftsteller Friedrich Melchior Grimm) verfasst hatte. Ab 1843 schrieb Achard nahezu ausschließlich für den Courier français und benutzte dafür häufig das Pseudonym Alceste. Diesen Nom de Plume entlehnte er wohl der griechischen Mythologie. Als Parteigänger des Bürgerkönigs blieb Achard lange dem Haus Bourbon verbunden und während der Februarrevolution 1848 verfasste er einige revolutionäre Pamphlete.
Achard gründete die satirische Zeitschrift Le Pamphlet und verfasste viele Artikel darin. Auf Grund eines solchen wurde er von Fiorentino zum Duell gefordert und dabei schwer verletzt. Noch nicht wieder gesund, ging er mit der französischen Armee nach Italien um für das Journal des débats exklusiv vom Kriegsgeschehen zu berichten. Als Giuseppe Mazzini (→Risorgimento) Anfang 1849 die Römische Republik ausrief, intervenierte Napoleon III. auf Bitten von Papst Pius IX. Napoleon schickte die Armee unter General Nicolas Charles Victor Oudinot, der damit in Civitavecchia landete und bei Rom die Freiheitskämpfer um Giuseppe Garibaldi besiegte. Zurück in Paris wandte er sich wieder mehr seinen literarischen Werken zu. Dabei entstanden u. a. auch die von Publikum und Kritik gleichermaßen gelobten historischen Porträts Nièces de Mazarin (→Mazarinetten).

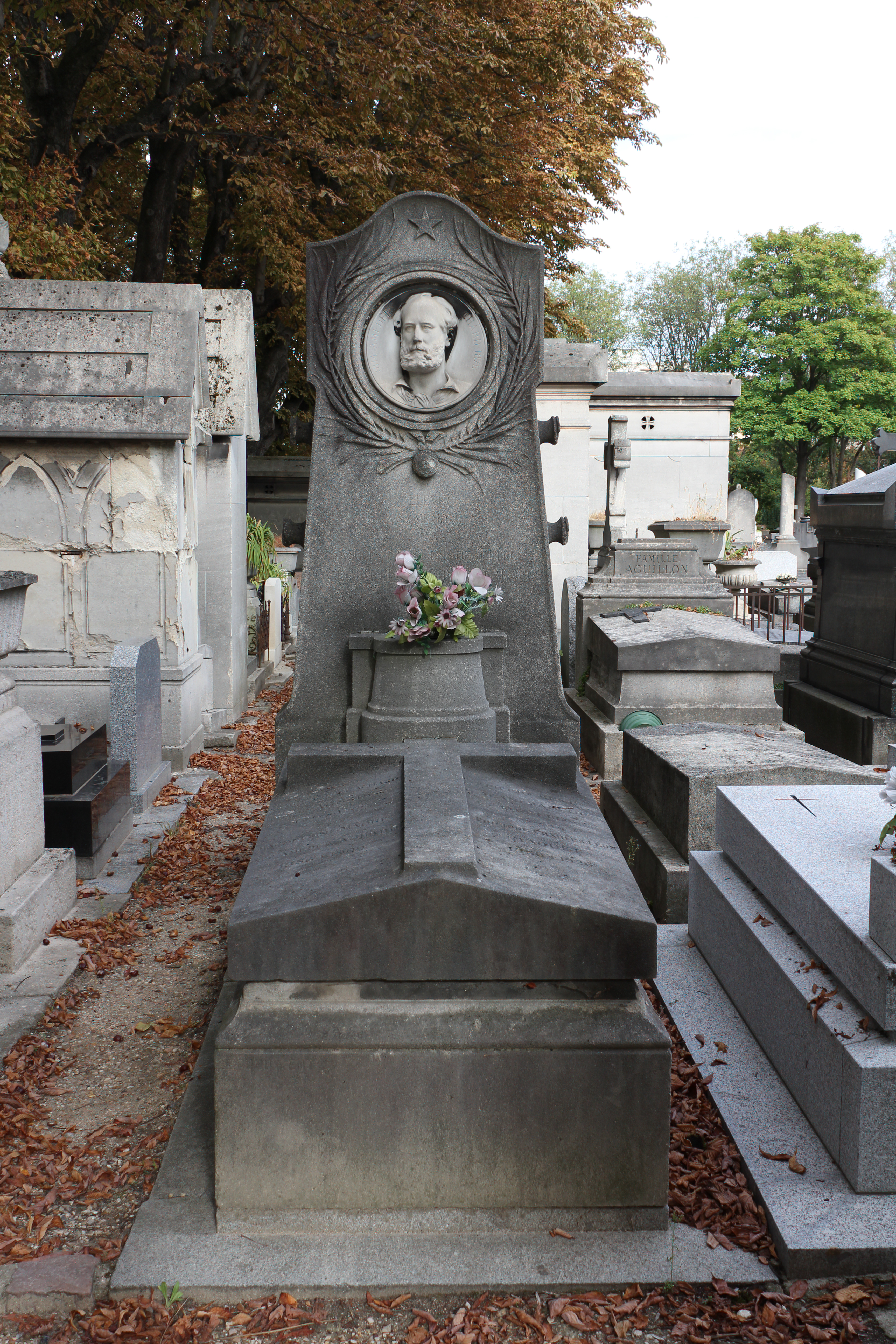
Grabmal Achards

Im Alter von 61 Jahren starb der Schriftsteller Amédée am 24. März 1875 in Paris und fand auf dem Friedhof Père-Lachaise (Abt. 85) seine letzte Ruhestätte. Im Auftrag der Société des gens de lettres und der Société des auteurs dramatiques schuf der Bildhauer Louis Charles Janson (1823–1881) den Grabstein.

## Ehrungen
- Ritter der Ehrenlegion

## Werke (Auswahl)
Novellen
- Edelmann und Bauer. In: Gustav Kühne (Hrsg.): Drei Novellen. Reichenbach Verlag, Leipzig 1850.[3]

Romane
- Yerta Slovoda. Paris 1867.
  - Deutsch: Yerta Slovoda. Roman. Hartleben, Wien 1868.
- La chasse royal. Paris 1849/50 (7 Bände)
  - Deutsch: Königliche Jagd. Historischer Roman aus der Zeit Ludwig XIV. Hartleben, Pest 1861 (6 Bände, übersetzt von August Kretzschmar)
- La chasse à l'ideal. Paris 1867.
  - Deutsch: Die Jagd nach dem Ideal. Roman. Hartleben, Wien 1868.
- Belle-Ros. Paris 1847 (5 Bände)
  - Deutsch: Belle-Rose. Hartleben, Pest 1851 (4 Bände, übersetzt von J. Bense)
- Les Petits-fils de Lovelace. Paris 1854 (3 Bände)
- Marcelle. Un roman. Paris 1868.
- Les petits-filles d'Eve. Paris 1877.
- La robe de Nessus. Paris 1854.[4]

Theaterstücke
- Souvenirs de voyage. Paris 1850.[5]
  - Deutsch: Reise-Erinnerungen. Lustspiel in einem Akt. Michaelson Verlag, Berlin 1853 (übersetzt von Eduard Jerrmann)
- Par les fenêtres. Paris 1851.[6]

Am Fenster. Schwank in einem Aufzug. Hayn, Berlin 1854.
- Le duel de mon oncle. Paris 1855.
- L'invalide. Paris 1872.[7]
  - Deutsch: Der Invalide. Lustspiel in einem Act. Verlag Neumann-Möser, Berlin 1873 (übersetzt von Emil Neumann)

Sachbücher
- Un mois en Espagne. Paris 1847.
- Montebello, Magenta, Marignan. Lettres d'Italie. Paris 1859.
- Récits d'un soldat. Une armée prisonnière; une campagne devant Paris. Paris 1871.
- Nièces de Mazarin. Paris 1878.
- Souvenirs de la Forêt Noire. Paris 1880.